# جولی دو پرادو
جولی دو پرادو بازیکن فوتبال اهل برزیل است 